# Fisch (Wappentier)

Drei Fische pfahlweise (einer über dem anderen) Alagoas, BR (17. Jh.)

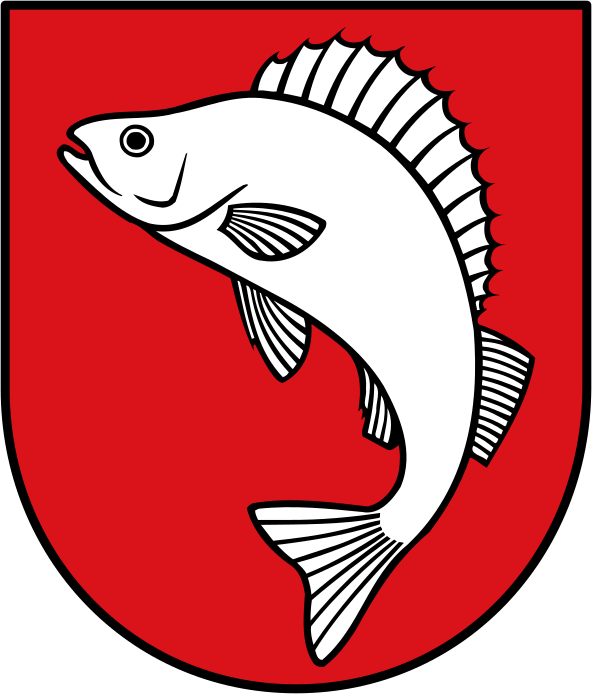
Egli (Flussbarsch): Weggis LU

Die Art Fisch als Wappentier im Wappen ist eine beliebte gemeine Figur in der Heraldik.

## Verwendung und Symbolik

Sage vom Hecht im Kaiserwoog (Stadtwappen Kaiserslautern, DE)

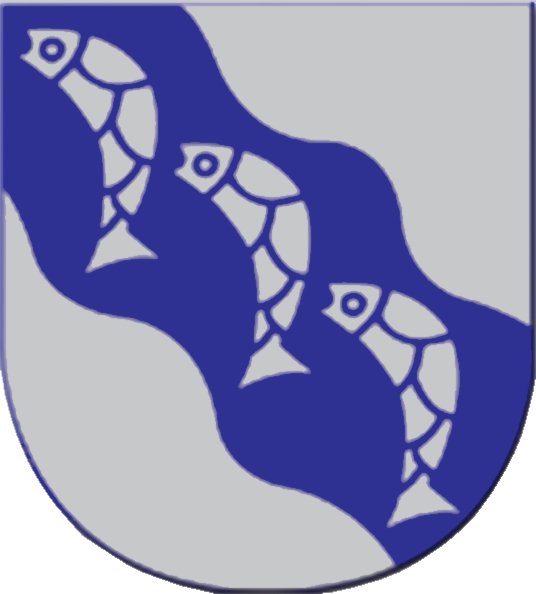
Redendes Wappen der Gemeinde Bach (Tirol)

In der Heraldik bezieht sich der Fisch als christliches Symbol entweder auf Jesus Christus oder aber den hl. Petrus. Der Fisch war wegen des Akrostichons ICHTHYS neben dem Staurogramm ein frühchristliches Symbol – vor dem Kreuz, das sich erst im 4. Jahrhundert nach dem Konzil von Nicäa (325) verbreitete. Man findet ihn in zahlreichen Wappen.
Dem Neuen Testament nach war Petrus Fischer am See Genezareth, als Jesus ihn aufforderte, ihm als Jünger zu folgen und versprach, von nun an werde er Menschenfischer sein.
Der Fisch verkörpert auch Verschwiegenheit und Gesundheit. Außerdem gibt es zahlreich örtliche Sagen, sowohl zu Größe, wie auch in Fischen gefundenen Schätzen oder zu wundertätigen Fischen (vergl. auch Fischerlatein).
Sonst findet sich der Fisch im Wappen auch allgemein als Symbol für Fischerei als Gewerbe. Die Hoheit über gute Fischgewässer (Fischrecht) war wie das Jagdrecht immer schon als Privileg zu verstehen.

## Gestaltung und Beschreibung
Von der Beschreibung (Blasonierung) ausgehend, bleibt im Wappenschild oder im Feld selten eine eindeutig bestimmbare Fischart übrig. Die feinen Unterschiede sind bei der leichten Abstraktion nicht immer erkennbar (bei Wels, Aal oder Wal ist es noch einfach) – ausschlaggebend ist wie immer in der Heraldik der Wortlaut der Blasonierung, nicht die bildliche Darstellung, die dem Heraldiker freisteht. Die Haut wird geschuppt und alle heraldischen Farben sind möglich.
Wichtig ist die Stellung des Fisches im Bild.
- Fische werden im Wappen waagerecht, diagonal oder senkrecht gezeichnet: Regelfall ist den Kopf nach heraldisch rechts (links vom Betrachter aus) gewandt, vermeldet wird nach links schwimmend, steigend (Kopf oben, auch pfahlweise, pfahlgerecht) oder kopfstehend (Kopf unten, pfahlweise gestürzt).
- Zwei Fische können ab- oder zugewendet, verschlungen (die Köpfe übereinandergelegt und die Schwänze, wechselweise einer oben), oder gekreuzt sein (schragenweise, dann der schrägrechte obenauf, sonst linksgekreuzt), und balkenweise (einer neben dem anderen) oder pfahlweise (einer über dem anderen).
- Drei Fische im Wappen ist auch nicht selten: Pfahlweise, schräg oder steigend/kopfstehend balkenweise, als Dreipass angeordnet, sternförmig aus der Schildmitte oder als Ring, in eine Richtung oder auch gemischt nach rechts und links schwimmend.

Auch nur im Schildfußfluss (im Wellenschnitt) schwimmend, ist keine Seltenheit.
Geflügelt oder nur Gräten im Wappen sind bekannt – auch am Haken oder mit einem Dreizack gespießt ist möglich. Besonders gerne werden fischfressende Tiere mit einem gefangenen Fisch im Wappen dargestellt: Reiher mit Fisch im Schnabel oder Adler mit einem Fisch im Fang sollen als Beispiel gelten, dann wird der Fisch zum Attribut des Raubtiers.
Einen Platz hat der Fisch auch in Oberwappen. Hier, wie auch im Schild, kann er gekrönt und/oder geflügelt sein.

## Spezielle Fischarten
Der Aal wird in Hedwigenkoog im Schnabel eines Schwanes gehalten.
Eine Besonderheit ist die Barbe. Als Wappenfisch der Reichsgrafschaft schon seit 1497 nachweisbar und nach der Zuordnung 1669 zu Kursachsen ist das Wappen der Grafschaft Barby ein redendes Wappen. Dargestellt waren in Silber zwei blaue Barben mit den Rücken aneinander senkrecht im Schild schwebend.
Der Gründling (Karpfenfisch) ist das Wappentier des deutsch-baltischen Adelsgeschlechts Maydell. Maidel bedeutete in der Estnischen Sprache Gründling, heute ist das Wort „rünt“ für den Karpfenfisch gebräuchlich. Das redende Wappen deren von Maydell (auch Maidel) zeigt drei silberfarbene Gründlinge in einem Strom.
Der Hecht ist das Wappentier der tschechischen Stadt Rosice. Er geht auf das Wappen des Adelsgeschlechts der Hecht von Rossitz zurück und ist gleichfalls im Wappen von Litostrov. Als redendes Wappen ist der Hecht dreifach gekreuzt auf dem des Mainzer Ortsbezirks Hechtsheim zu finden.
Der Delphin wird heraldisch zu den Fischen gerechnet.

## Beispiele

Lage
ein Fisch, schildfüllend (Diedelsheim)
umgekehrt tingiert:(Gunningen)
im Schrägbalken, redend: (Fischingen/Baden)
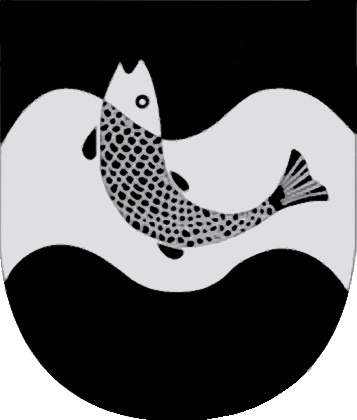
Im Wellenband, den Kopf daraus erhoben (Breitenbach am Inn, AT)
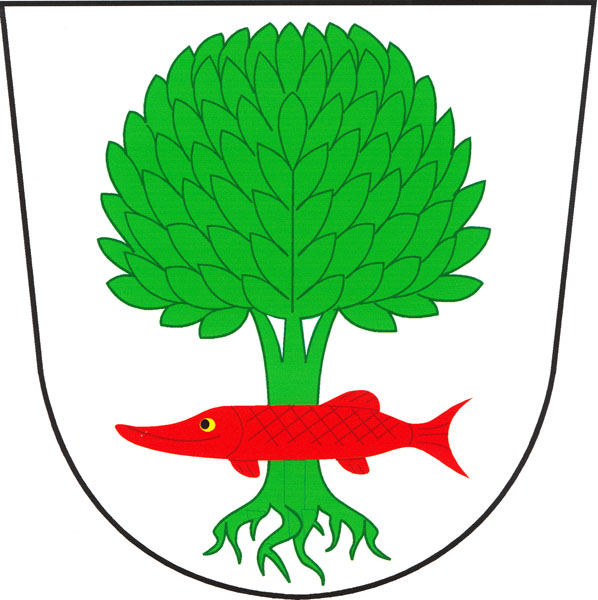
einem Baum am Stamm aufgelegt (Hecht, Litostrov, CS)
pfahlgerechter Hecht (Lucheux, FR)
zwei Fische gegenschwimmend (Degmarn)
dito: (Fischach)
zugewendet, in verwechselten Farben (ehem. Landkreis Wernigerode)
Fischpaar (Barbe) (Saalfeld/Saale)
Fischpaar (Forelle) (Forchheim)
Drei Hechte (Hamm am Rhein)
Im Dreipass zugewandt (Anguilla, UK)
Sterlets im Dreipass (Saratow RUS)
Ebenso in Kröslin
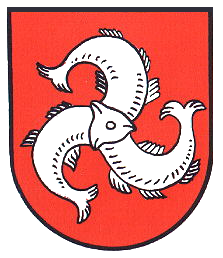
Drei Fische im Dreipass (Wertheim-Waldenhausen)
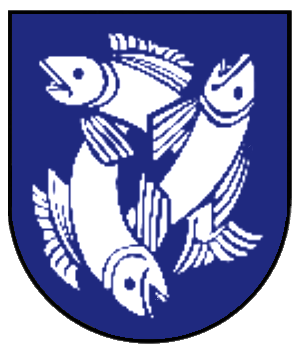
In Dreiecksform verschlungen (Blaubeuren-Gerhausen)
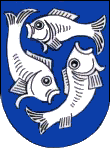
Um den Mittelpunkt schwimmend (Heideland)
Drei Fische übereinander gekreuzt (Egliswil, CH)
ähnlich in Eberbach-Rockenau
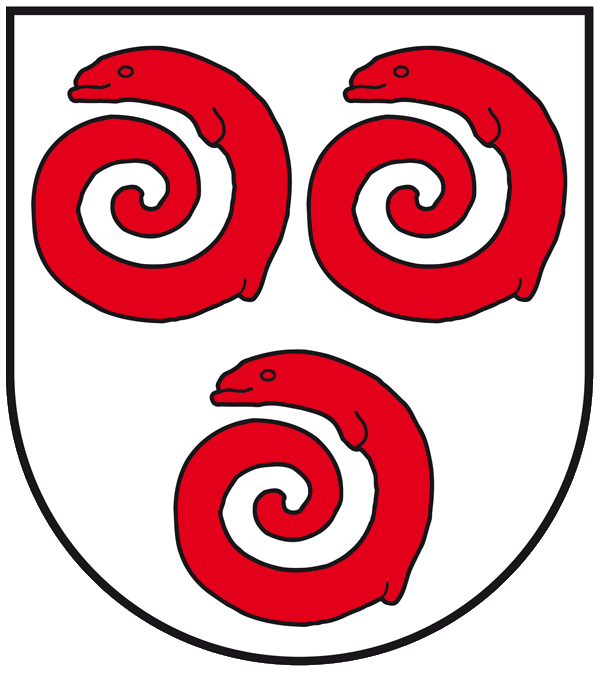
Drei (2:1) schneckenförmig gewundene Aale (Alsleben (Saale))
Pfahlweise drei rote Fische (Lachse), der obere und untere linksgewendet (Ferchland)
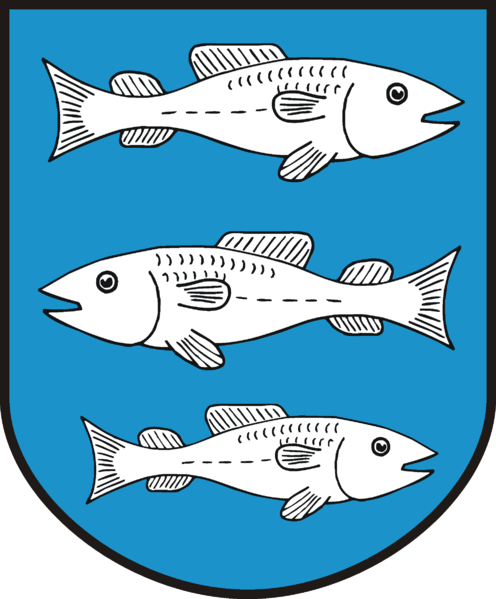
benachbart ist Derben: In einem blauen Schild drei silberne Fische. Der obere und der untere sind nach rechts, der mittlere ist nach links gerichtet.
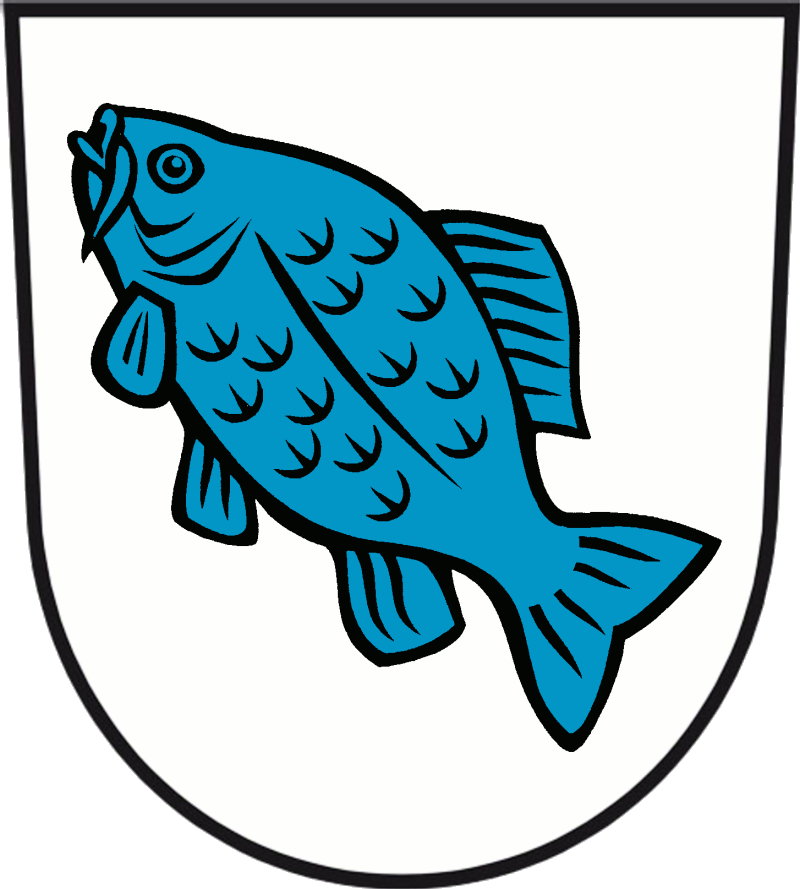
schrägliegender Fisch (Nauen)
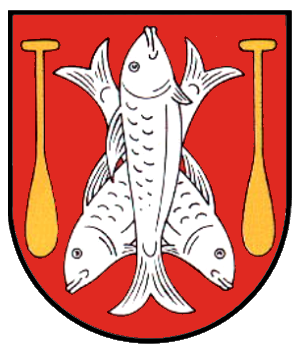
Drei schräggekreuzte silberne Fische (Kappel am Rhein)
voneinander abgewendet und aufrecht (Fischen im Allgäu)
Zwei gekreuzte Fische (Ängelholm, SE)
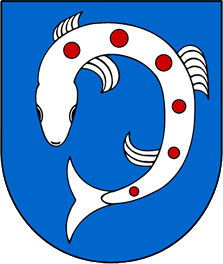
Forelle in Aufsicht (Schopfheim-Langenau)
Forellen auch im Wappen von Gedern
in Gold ein schwarzer Querbach belegt mit einem silbernen Fisch (Schwerzenbach, CH)
Drei Fische (Stekene, B)
Drei Fische (Rudkøbing, DK)
im Schildfuß (Tiefenbach)
Mühlhausen (Oberpfalz) zeigt zwei Fische, zubereitet

Variationen und Arten
gekrönter Aal (sprechend: Ahlen)
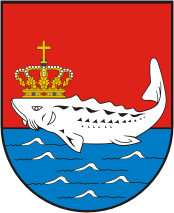
gekrönter Fisch (Baltijsk, RU)
Steinbeißer im Wappen von Dalldorf
Delphine und Lilien (sprechend: Dauphiné, FR)
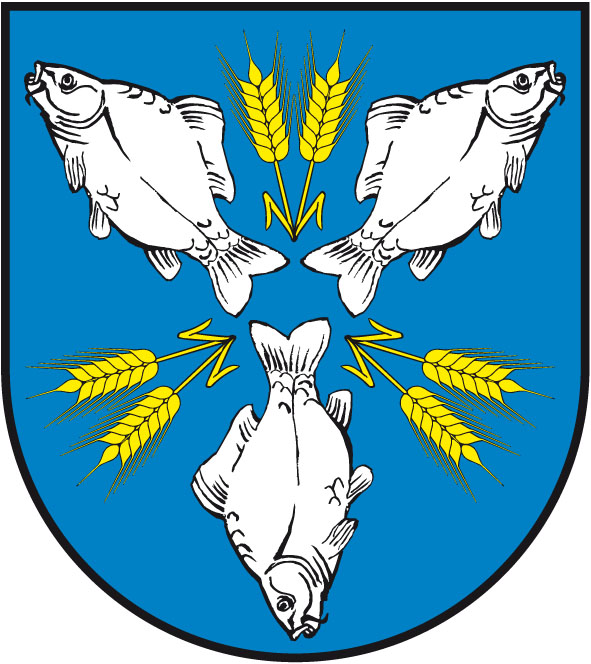
Karpfen im Dreipass (Deetz)
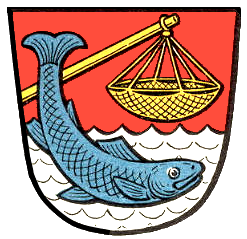
Fisch mit Daubel (Fechenheim)
redend: Fischbach (Taunus),
wie in Fischingen, CH
zwei Barben gegengewendet (Freudenstadt)
gekrönte Heringe (Den Haag-Scheveningen, NL)
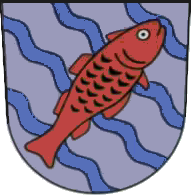
Barbe (Schmeheim)
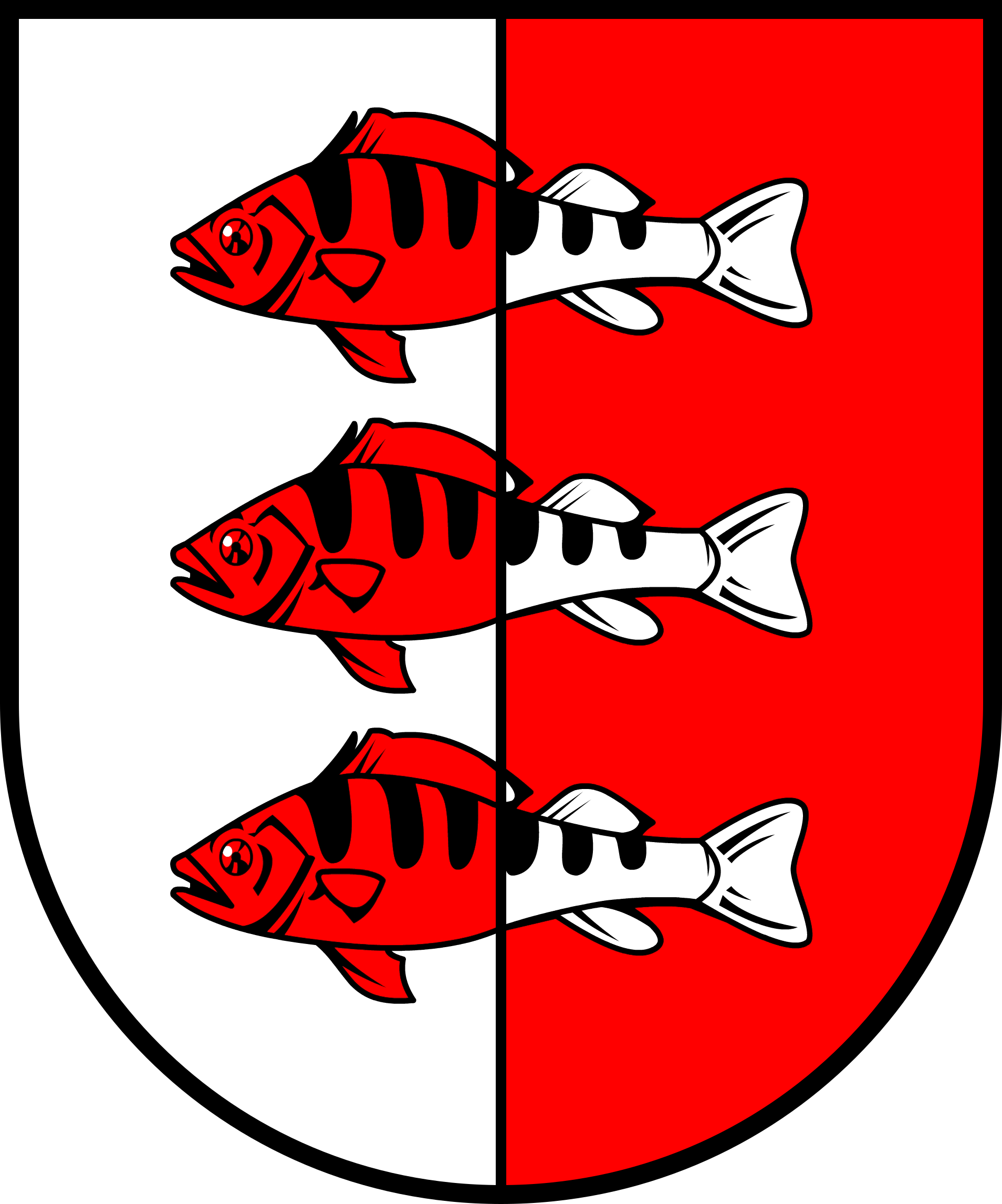
drei Barsche pfahlweise in verwechselten Farben (Gröningen)
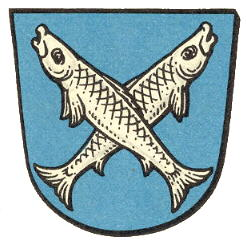
gekreuzt, redend (Heringen)
Fisch mit Geweih (Inari, FIN)
Fisch mit Vorhängeschloss (Keminmaa, FIN)
Hecht (Horb-Dießen)
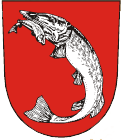
(Dolní Benešov, CZ)
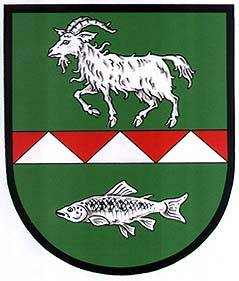
(Pstruží, CZ)
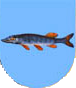
Hecht (Rosice, CZ)
(Rybnik, PL)
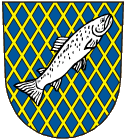
(Ryžoviště, CZ)
(Siemianowice Śląskie, PL)
vier zum Kreuz gestellte Fischschwänze (Simo, FIN)
Fischschwanz (Vantaa, FIN)
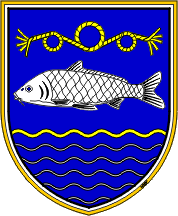
Fisch mit Seil (Veržej (Wernsee), SI)
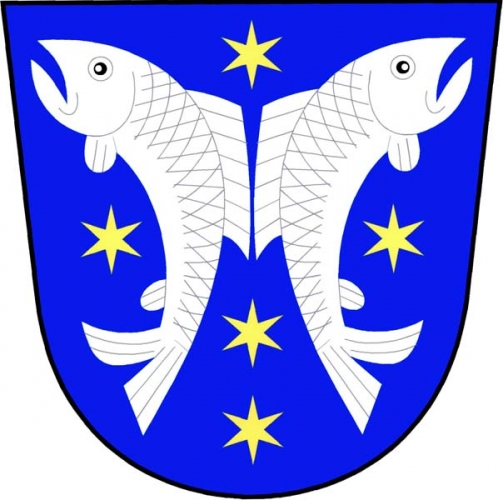
Doppelt (Velký Rybník,  CZ)
Doppelt mit Jakobsmuschel (Huttenheim)

geflügelte Fische
geflügelter Fisch (Brokdorf)
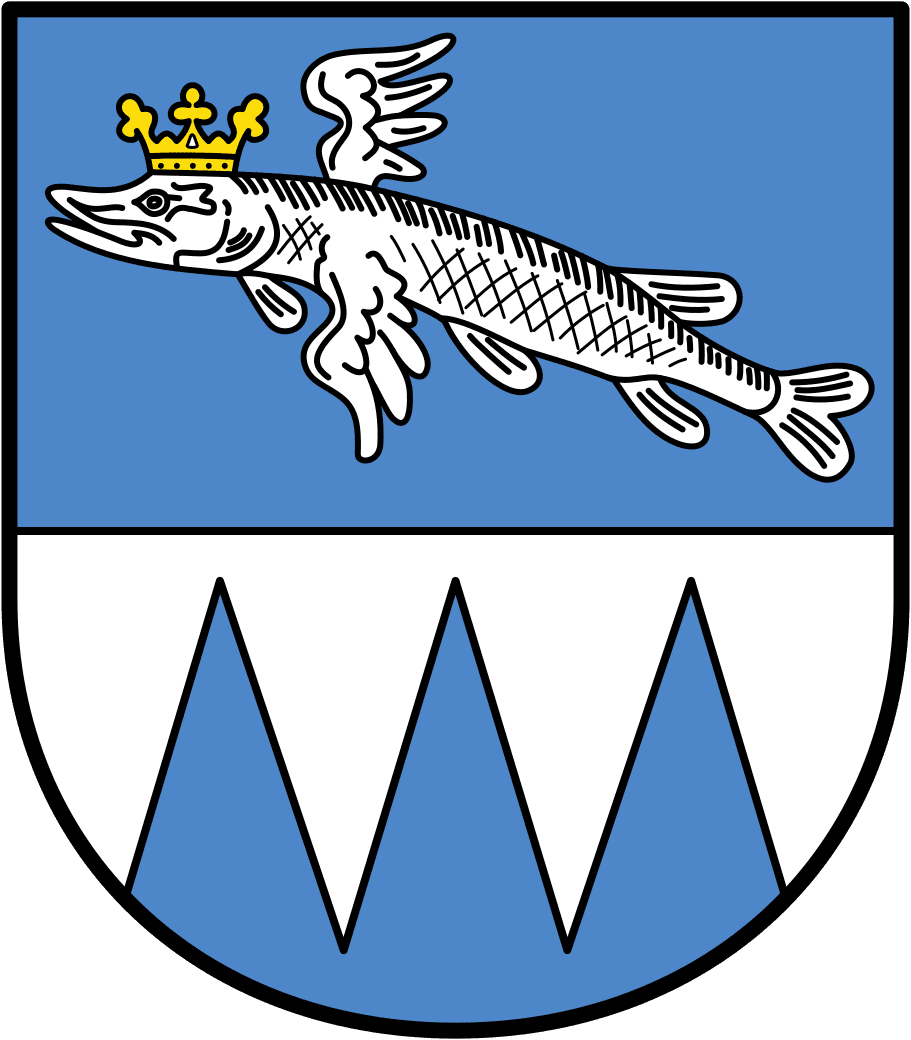
Hecht, geflügelt und gekrönt (Hechthausen)
fliegender Fisch (Itingen, CH)
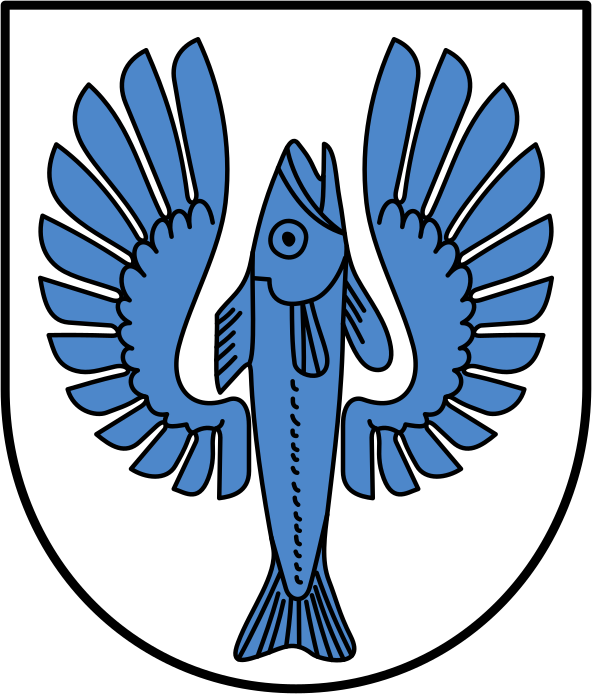
geflügelter Fisch (Mauensee, CH)
fliegender Fisch (Droste zu Hülshoff)
auch in Weng/Innkreis, AT

Kombinationen
Reiher und Fisch (Schild unheraldisch gespalten in zwei Farben) Illmitz am Neusiedler See, AT
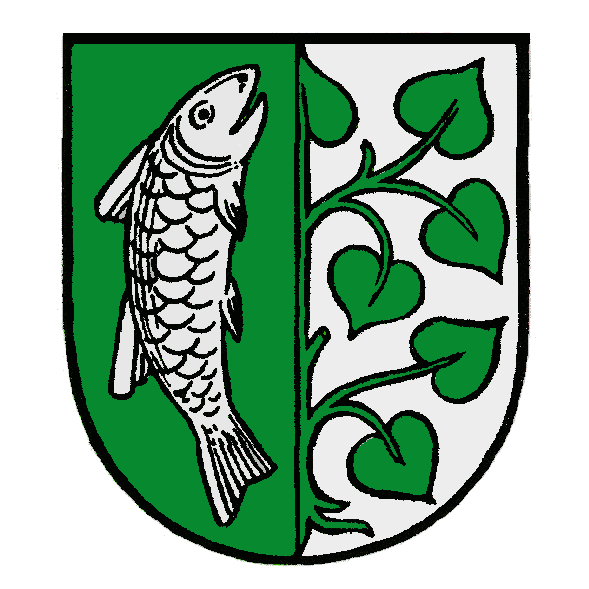
Fisch und Linde (Immenstadt im Allgäu)
silberner Fisch und Laubbaum (Kolkwitz)
Karpfen und Brücke (Schwarzenfeld)
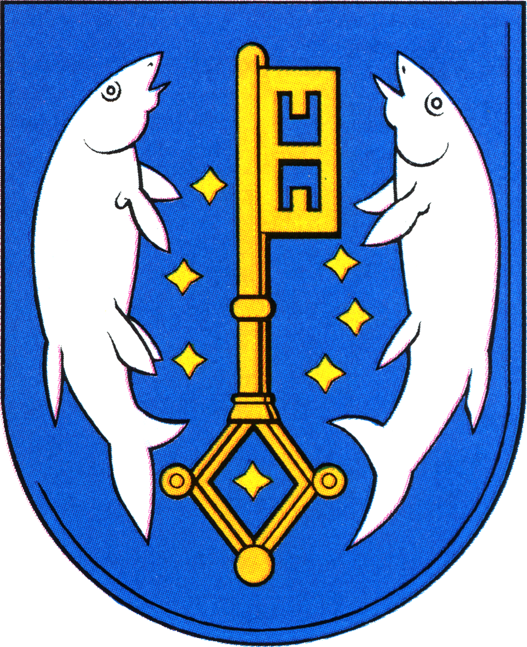
Fisch und Schlüssel als Attribute des hl. Petrus (Berlin-Köpenick)
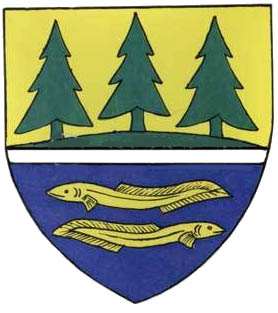
Aale und Tannen (Amaliendorf-Aalfang, AT)
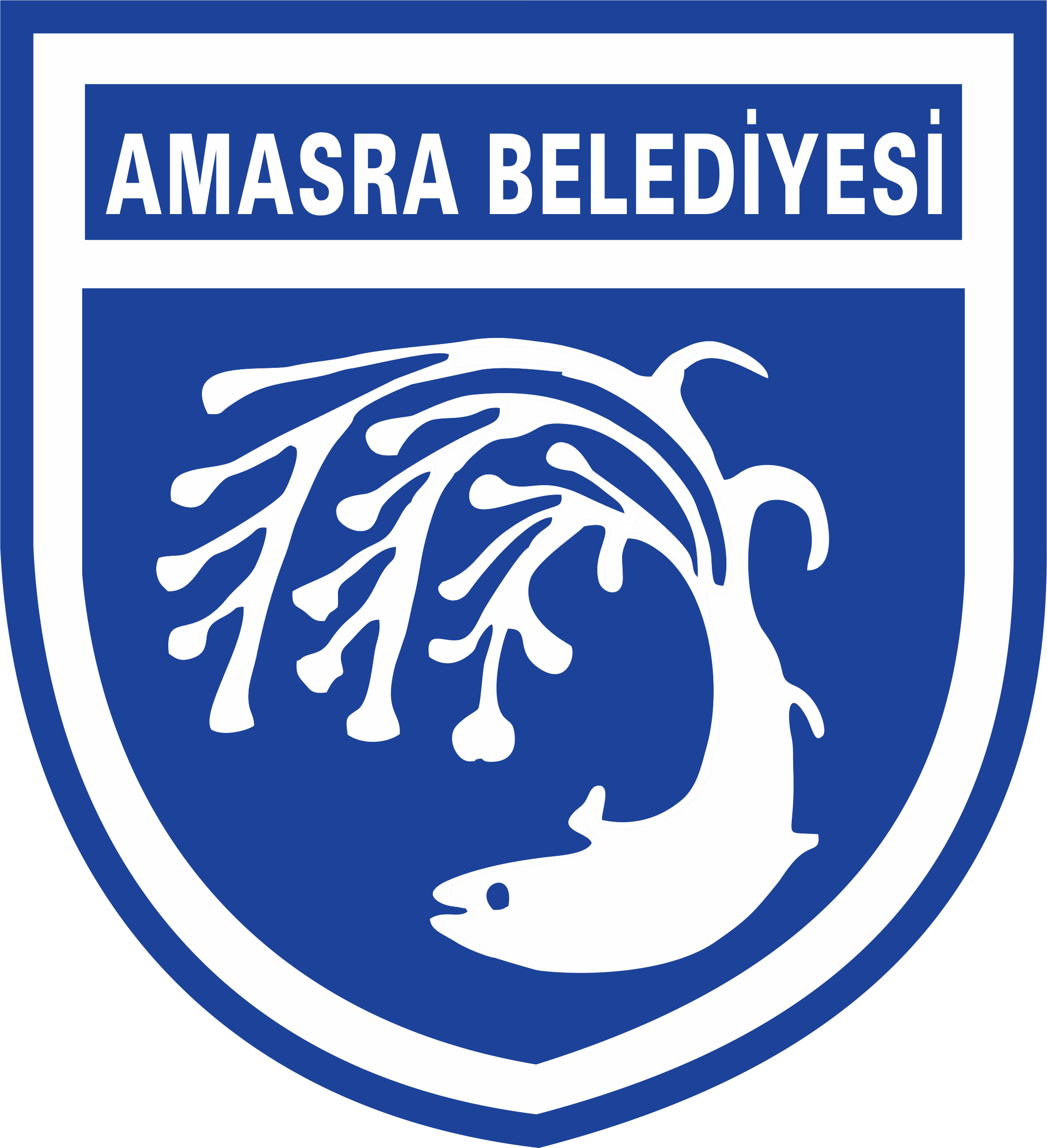
Amasra (Türkei)
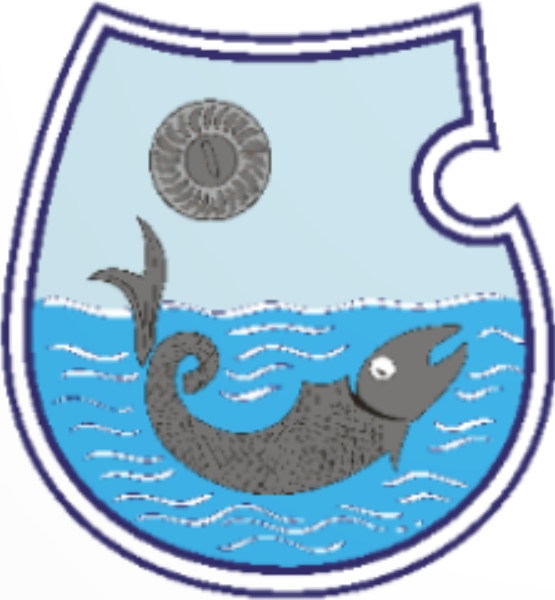
mit geringeltem Schwanz (Wallsee-Sindelburg, AT)
Bunter Löwe hält einen Fisch (Wesertal)
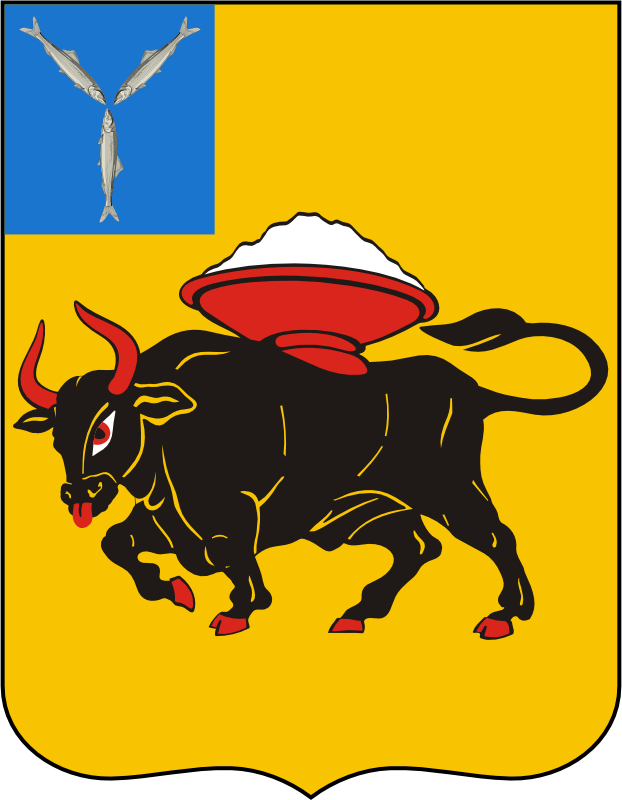
Stier und Fische (Engels, RU)
Schiff und stilisierter Fisch (Murmansk, RU)

Fisch im Oberwappen
Im polnischen Wappen von Rarowski
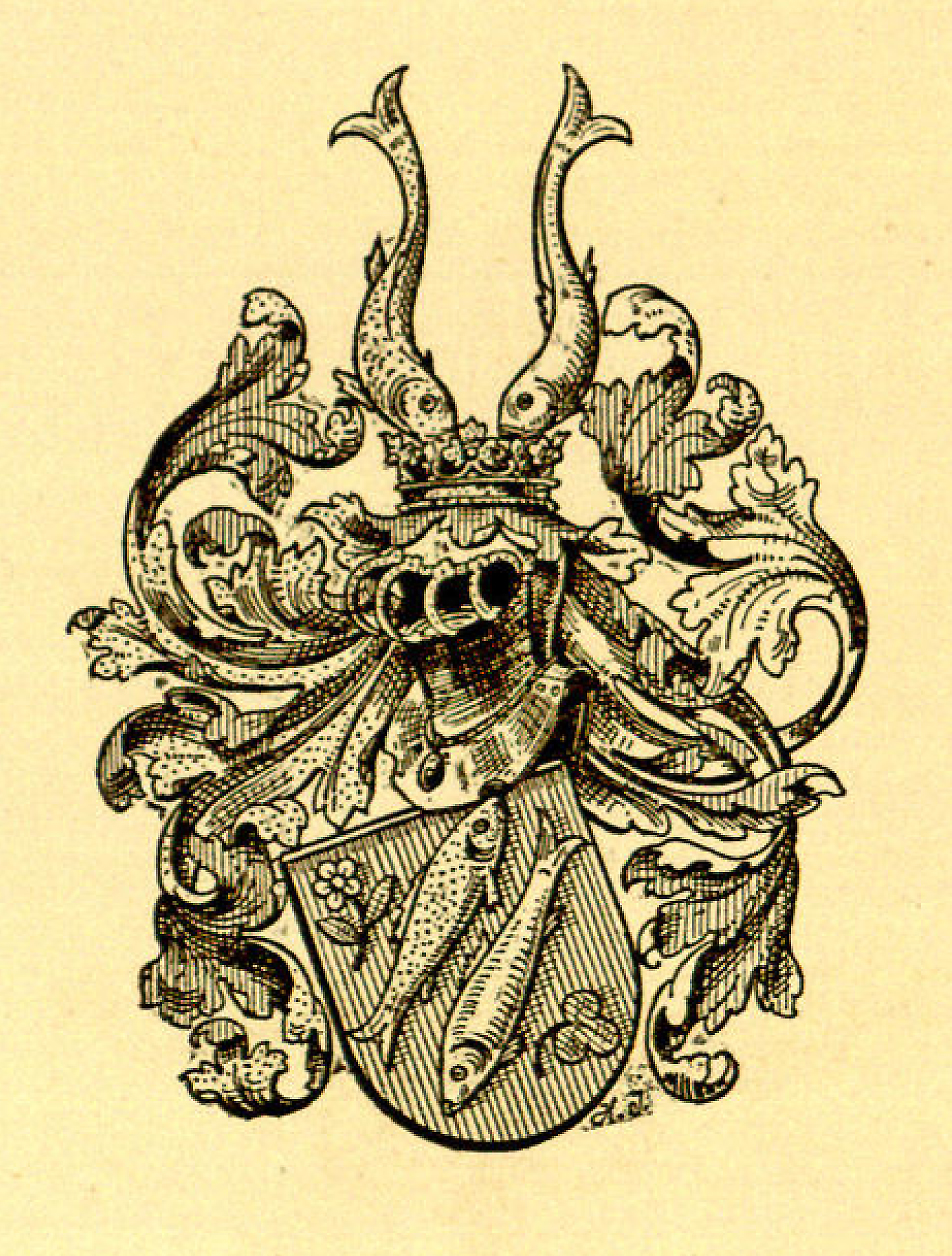
Adel Mayenfisch zu Rappenstein
Michoacán